# Dây nhựa giả mây

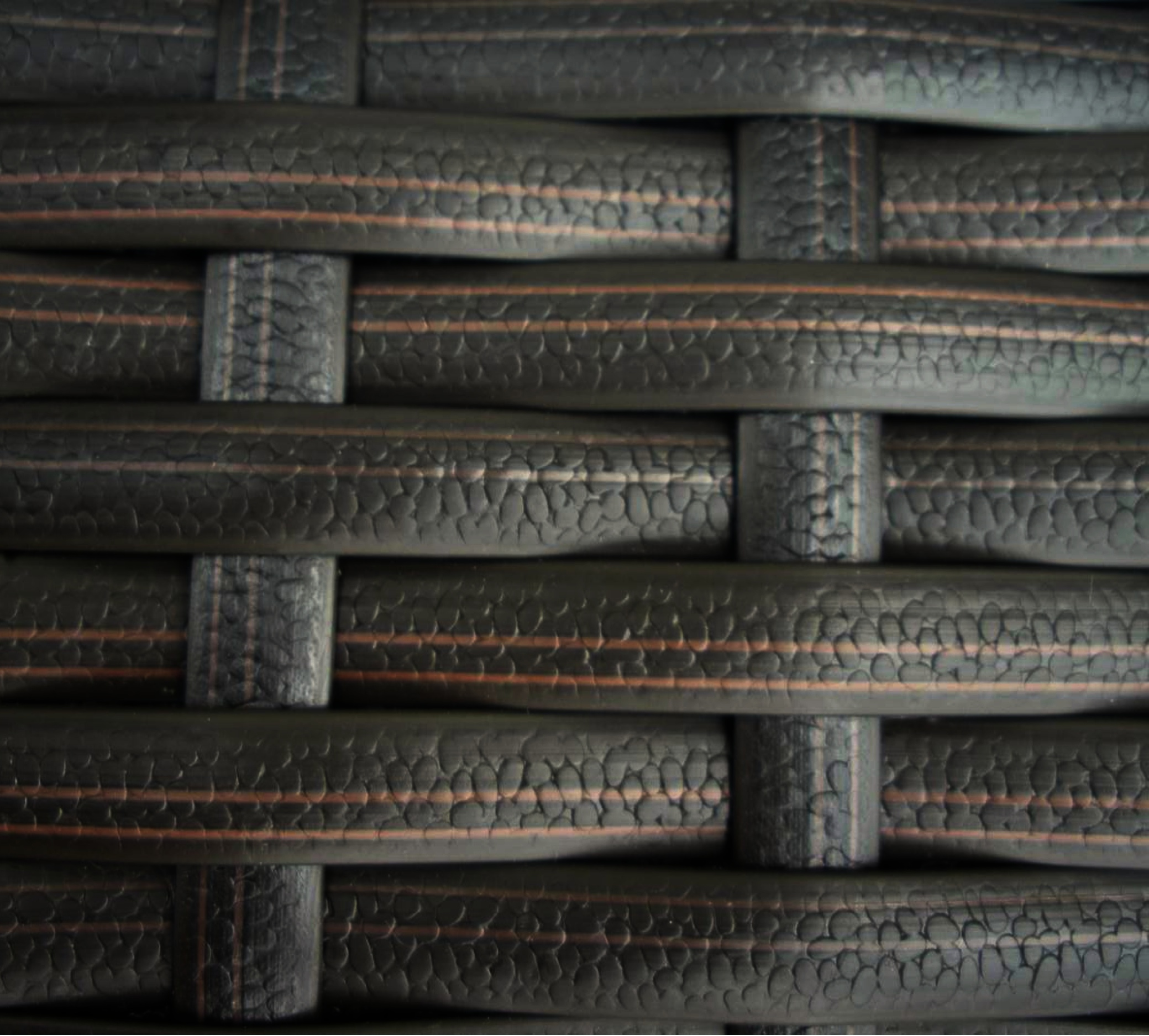
Dây nhựa giả mây

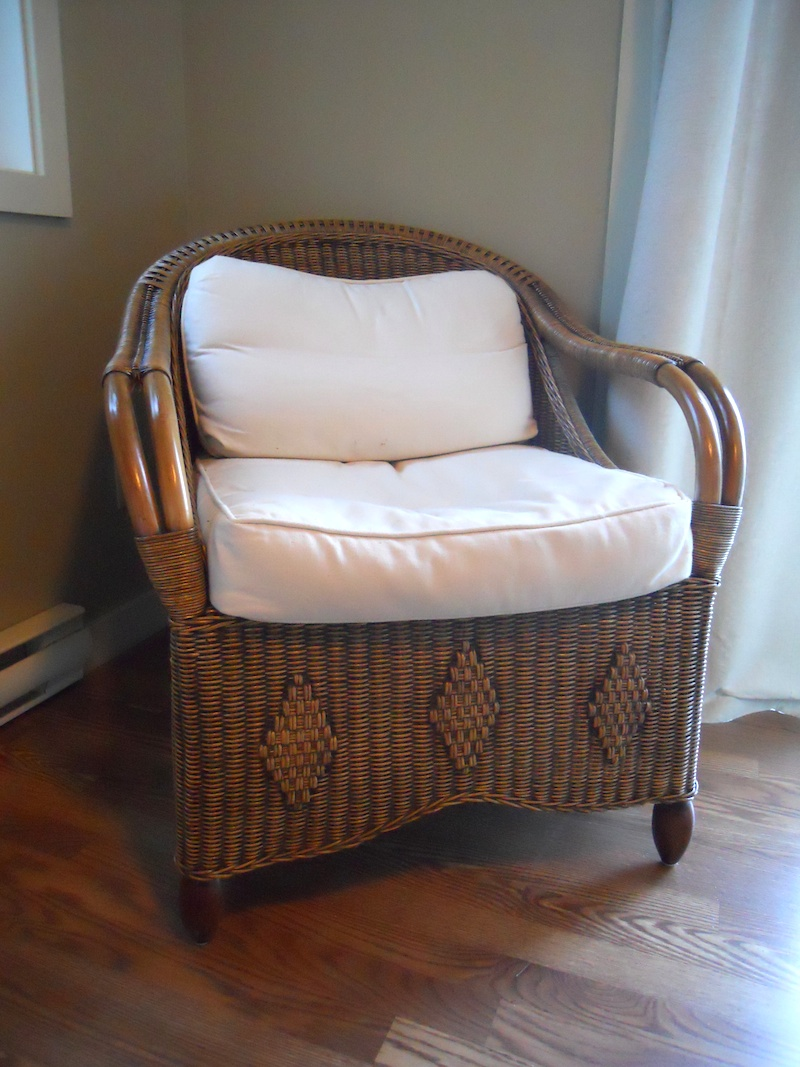
Ghế bành làm từ dây nhựa giả mây

Dây nhựa giả mây (Resin Wicker) là sản phẩm thay thế dây mây. Mây nhựa (PE), còn được gọi là mây đan bằng nhựa, polyrattan, nhựa tổng hợp, là một vật liệu nhân tạo. Đây là một lợi ích chính cho đồ nội thất sân vườn vì vật liệu này không bị thoái hóa nhanh như mây tự nhiên. Mây nhựa được đan lát tương tự như mây tự nhiên nhưng nó có độ bền tốt hơn nhiều. Việc sử dụng nhựa PE kết hợp với các phụ gia kháng tia UV giúp mây nhựa có khả năng chống ẩm mốc, dễ vệ sinh, và tương đối bền với điều kiện mưa nắng.
Nhựa giả mây có thể tái chế, không giống như những vật liệu tổng hợp khác. Dây nhựa giả mây được thiết kế để trông giống như mây tự nhiên, với một số biến thể màu sắc trên toàn bộ vật liệu. Khác với mây tự nhiên truyền thống, nhựa giả mây có nhiều màu sắc và có thể tạo lên nhiều kiểu dáng sản phẩm độc đáo nhờ kết hợp với khung kim loại như nhôm, inox, sắt... Độ bền trong hầu hết các trường hợp là tốt hơn mây tự nhiên.

## Phân loại
Dây nhựa giả mây được chia làm ba loại kiểu cách chính:
- Dây nhựa giả mây tròn
- Dây nhựa giả mây dẹp
- Dây nhựa giả mây bán nguyệt
- Dây kẹp đôi

## Các sản phẩm
Dây nhựa giả mây thường được dùng để làm các sản phẩm  chính từ nhựa giả mây:
- Bàn ghế cafe mây nhựa
- Sofa mây nhựa
- Ghế tắm nắng
- Ghế bar ngoài trời
- Giỏ